# Поховальний корабель

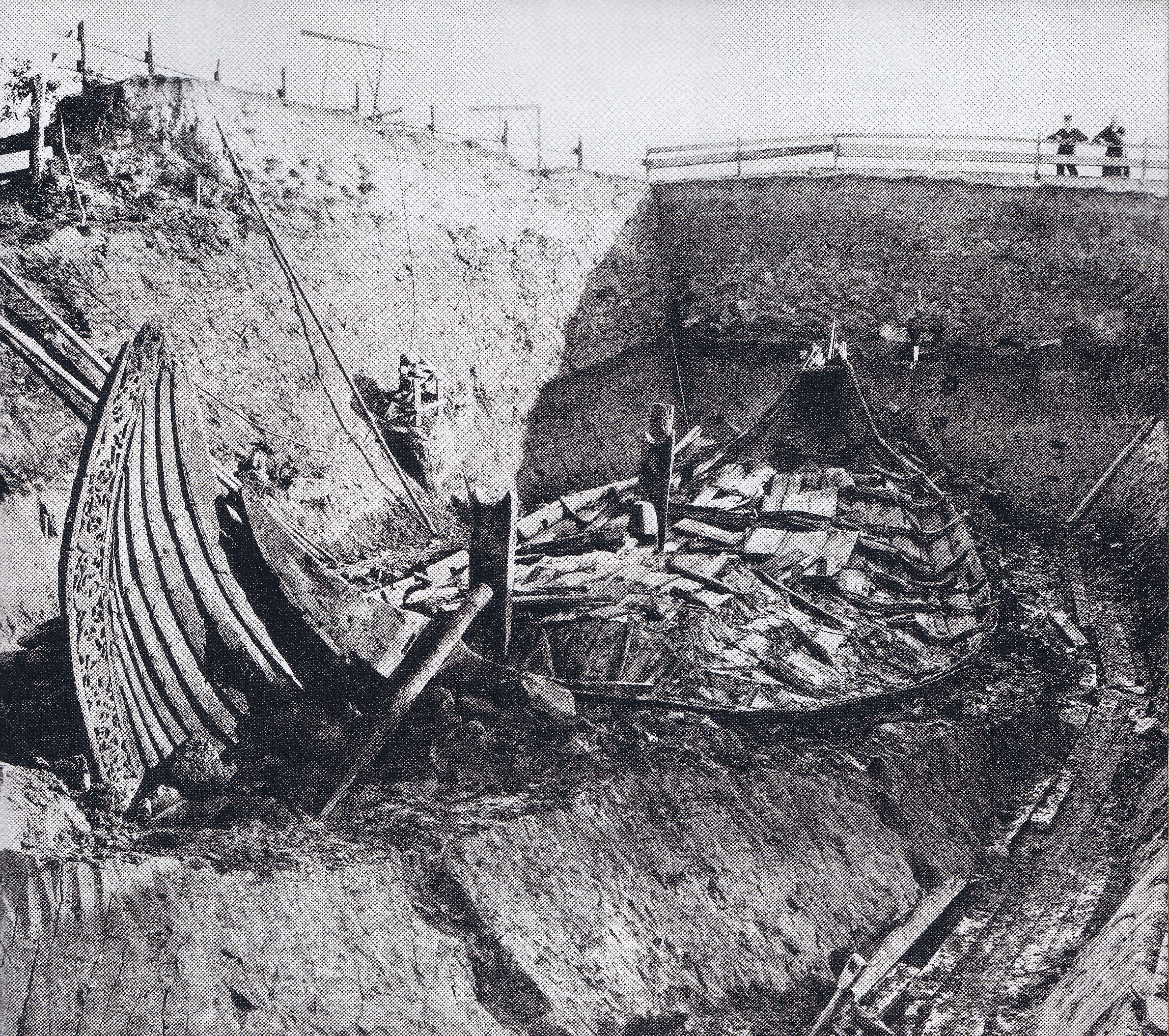
Розкопки кургану поховального Усеберзького корабля у Норвегії

Поховальний корабель або поховальний човен — поховання, в якому корабель або човен використовується як гробниця для розміщення померлих і поховальних дарів, або як частина самих поховальних дарів. Поховальні корабелі невеликих розмірів (до 15 метрів) зазвичай називають поховальним човном.
Ця техніка поховання практикувалась різними культурами, пов'язаними з морем або, рідше — з великими річками. Відомі практики поховання з використанням поховальних кораблів в Європі включають практику германських народів, зокрема Англосаксів, Меровінзьких франків та скандинавів доби вікінгів. В Африці поховальні човни використовувались зокрема деякими фараонами ранніх династій Стародавнього Єгипту, а також відомі поховальні кораблі на Філіппінах доколоніальних часів, описані в Кодексі Боксера (бл. XV століття)

## Європа

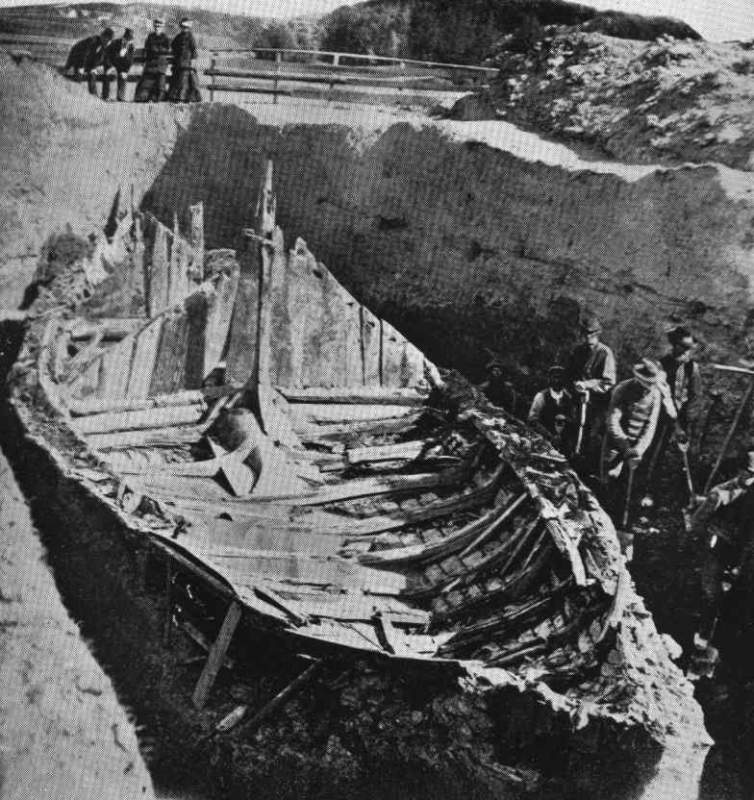
Поховальний Гокстадський корабель, знайдений в 1880 році

### Північна Європа

#### Скандинавія

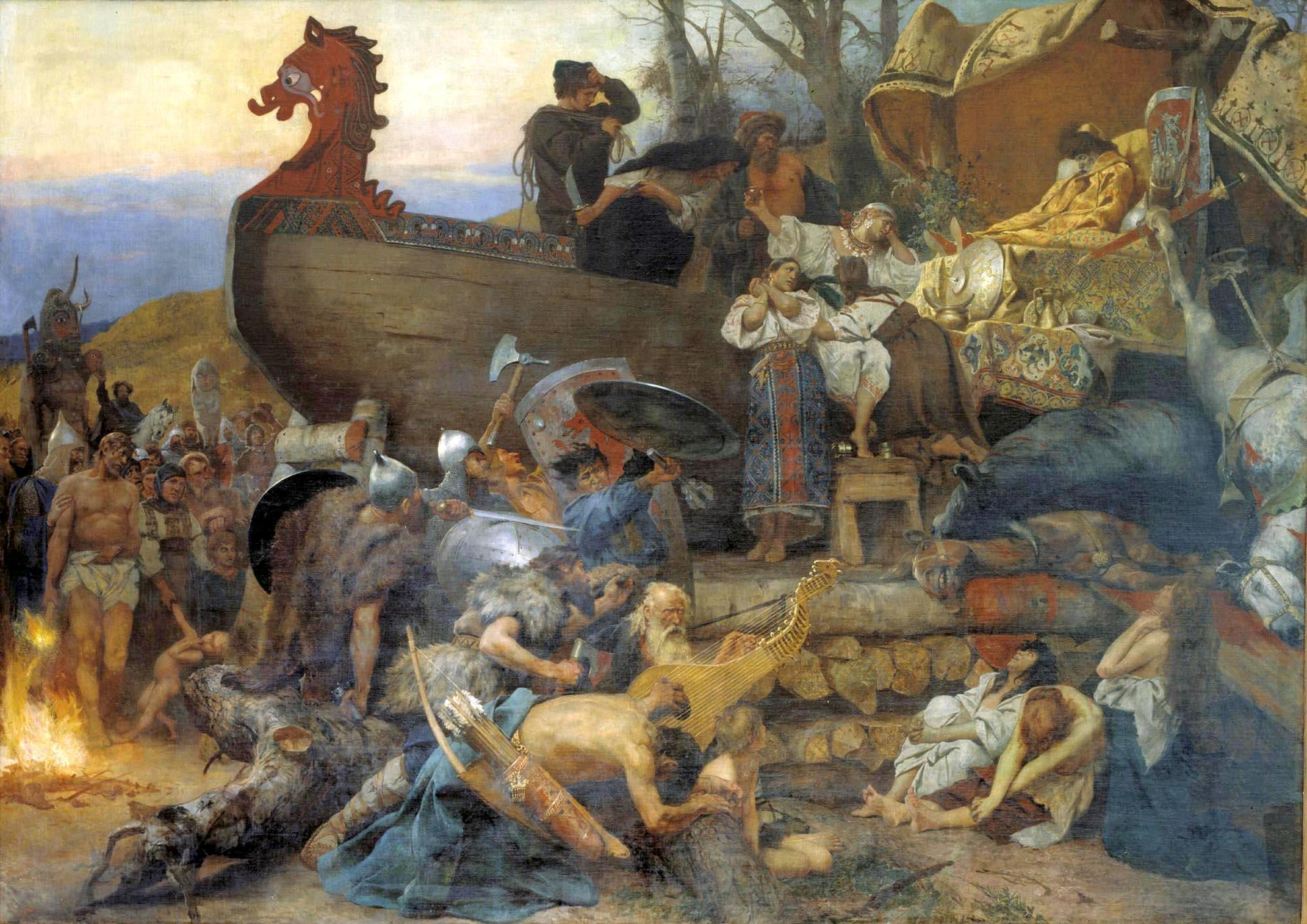
«Поховання знатного руса»
Генріх Семирадський (1884)

- Лалбійський корабель — з Кертемінде на острові Фюн, Данія[1].
- Гокстадський корабель — з Конгсхаугена, Вестфолл, Норвегія[2].
- Усеберзький корабель — з ферми Oseberg поблизу Тенсберга у Вестфоллі, Норвегія[3].
- Тунський корабель — з ферми Haugen на острові Рольвсей в Туні, Естфолл, Норвегія[4].
- Єллестадський корабель[no] — поховальний корабель завдовжки ~21 м з однойменної ферми Gjellestad в муніципалітеті Халден, Норвегія. Побудований біля 732 року, був виявлений у 2018 році. У грудні 2022 року завершили розкопки, а залишки кіля проходять консервацію[5][6].

#### Британські острови

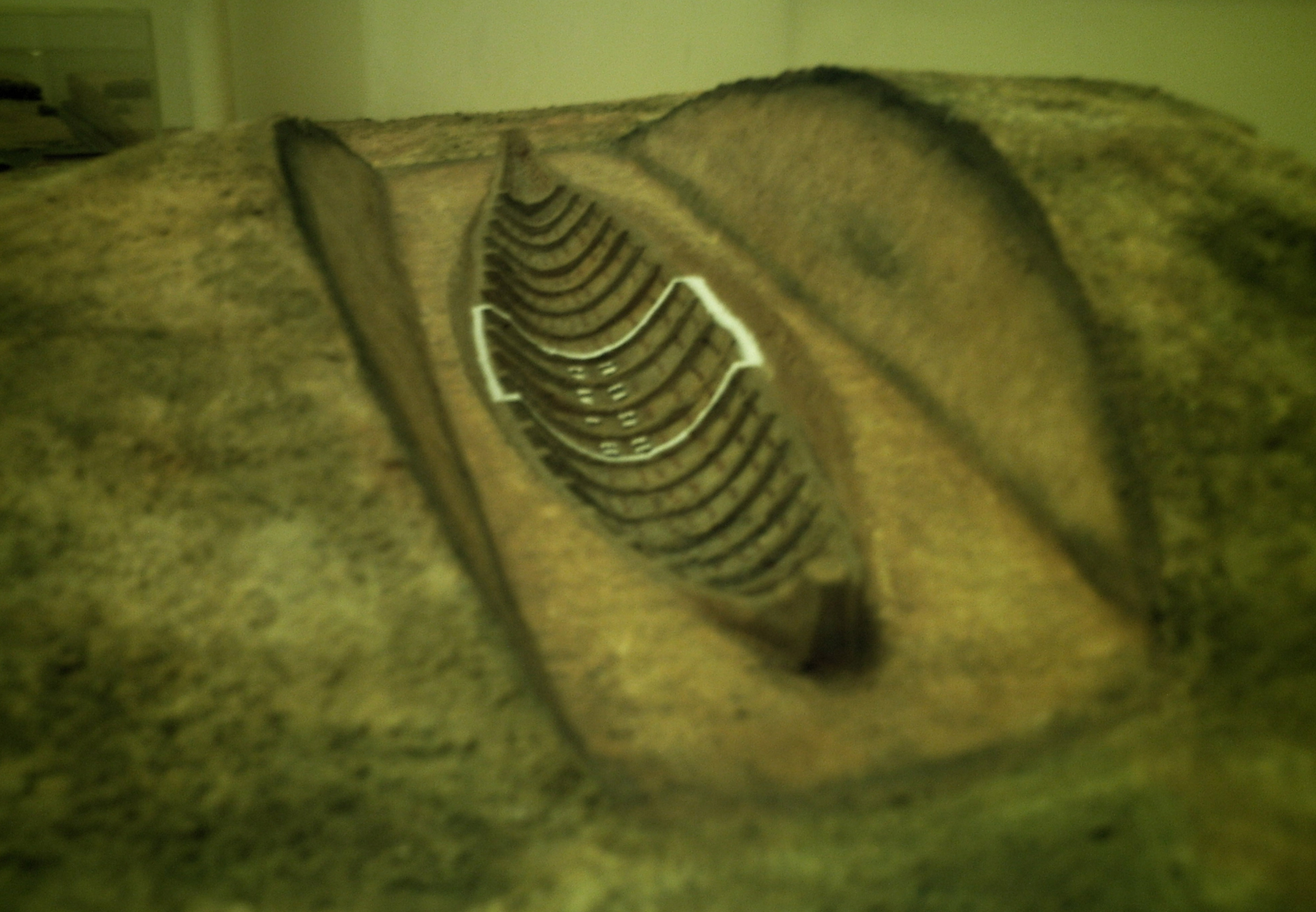
Модель кургану поховального корабля «Саттон Гу» (бл. VII ст. н. е.) Позначено можливе розташування поховальної камери

- Саттон Гу — англосаксонське поховання поблизу Вудбріджа, Саффолк.
- Снейпський човен — англосаксонське поховання поблизу Снейпа, Саффолк.
- Балладул і Нок і Дуні — поховання вікінгів на острові Мен[7].
- Port an Eilean Mhòir — єдине поховання корабля вікінгів, виявлене на території материкової Британії, курган був знайдений у 2006 році та розкопаний у 2011 році[8].
- Скарський човен — поховання вікінгів на острові Сандей, Оркнейські острови[9].

#### Балтійські країни
- Кораблі Сальме[et] — два поховальні кораблі VIII століття, знайдені біля Сальме на о.Сааремаа, Естонія.

### Західна Європа
- Золлевельд — на південь від Гааги. Кінець VI століття. Єдиний відмий поховальний корабель у Нідерландах, колишній Фризії[10].
- Фаллвард — на північ від Бремерхафена, Німеччина. V століття[11].
- Груа — на острові на півдні Бретані, Франція. Х століття[12].

### Східна Європа
Унікальну розповідь очевидця про поховання корабля у волзьких варягів у X столітті дає арабський мандрівник Ібн Фадлан.

## Азіатсько-Тихоокеанський регіон

### Японія
Труну у формі човна знайшли в Японії під час будівництва району Кіта в Нагої. Виявилося, що ця труна старша за будь-яку іншу, знайдену раніше в Японії. Ще одна труна у формі човна була знайдена в гробниці Охобуро Мінамі Кофун-гун у Північному Кіото, датована другою половиною періоду Яйой (4 р. до н. е. — 4 р. н. е.). У гробниці були могильні речі, включаючи браслет з кобальтового синього скла, залізний браслет і кілька залізних мечів. Труни у формі човна, які називаються ханіва, були більш поширеними в період Кофун, і ці труни можна було побачити на картинах разом із зображенням сонця, місяця та зірок. Це свідчить про ритуальні символи, пов'язані з човнами навіть у Японії.

### В'єтнам
Культура Донг Сон у В'єтнамі відома археологам завдяки великій концентрації гробів у формі човнів. 171 труна у формі човна була знайдена в 44 місцях у В'єтнамі, і більшість з них були знайдені в місцях Донг Сон. Деякі з цих поховань включали ретельно складені могильні речі всередині труни разом із трупом померлого. Крім того, труни були знайдені стратегічно близько до води, річок або невеликих морських струмків.